# Агокас, Николай Викторович
Никола́й Ви́кторович Агока́с (1874—1938) — русский военный деятель, полковник.

## Семья
Братья и сёстры:
- Ольга (род. 27.10.1862).
- Софья (род. 02.01.1864).
- Надежда (род. 13.4.1868).
- Любовь (род. 15.01.1870). Была замужем за Скрыдловым Николаем Владимировичем (1867-1919)
- Вера (06.04.1872—05.06.1872).
- Агокас, Сергей Викторович (04.09.1873—02.04.1937).
- Агокас, Евгений Викторович (20.07.1881—23.10.1960).

Жена: Гернет Наталья Александровна (род. 27.07.1878, Рязань), дочь полковника
Дети:
- Николай (09.05.1900, Санкт-Петербург — 1980, Москва)
- Наталья (17.02.1904, Санкт-Петербург — 1956, Москва)

## Образование
Образование получил в Московском кадетском корпусе.

## Послужной список
РГВИА фонд 409 опись 1 д. 121093 послужной список 69155 (1919)
- В службу вступил 31.08.1893 юнкером на правах вольноопределяющегося 1-го разряда.
- Окончил 3-е военное Александровское и Константиновское артиллерийское училище (по 1-му разряду). Выпущен подпоручиком (пр. 12.08.1895; ст. 08.08.1894) в 35-ю артиллерийскую бригаду г. Рязань[1].
- Служил в 1-й, 4-й, 8-й, 7-й батареях.
- Поручик (пр. 27.07.1899; ст. 08.08.1898).
- Штабс-капитан (пр. 25.08.1902; ст. 08.08.1902).
- Участник русско-японской войны. Принимал участие в боях под Ляояном, Сандепу, на р. Шахэ, под Мукденом.
- Состоял 2-м старшим офицером 6-й батареи бригады, заведующий хозяйством 6-й батареи, 1-м старшим офицером 6-й батареи (после переименования — в 4-й батарее).
- Капитан (пр. 27.08.1905; ст. 19.02.1905; за боевые отличия)[2].
- Неоднократно временно командовал 6-й батареей.
- Окончил Офицерскую артиллерийскую школу (1912; «успешно»).
- На 1913 — командующий 2-й батареи 2-й гренадерской артиллерийской бригады[3].
- Подполковник (пр. 31.08.1913) с утверждением в должности командующего 4-й батареи 3-й гренадерской артиллерийской бригады (с 26.06.1913)[4].
- Участник Первой мировой войны.
- На 03.1915 — подполковник 4-й батареи 3-й гренадерской артиллерийской бригады.
- Полковник (пр. 30.09.1915; ст. 24.06.1915)[5].
- Командир 2-го дивизиона 3-й гренадерской артиллерийской бригады (с 10.02.1916; на 01.08.1916 в должности).
- Удостоен Высочайшего благоволения (ВП 19.03.1916) (см. документ)
- Штаб-офицер Русской артиллерийской миссии, состоящей при Румынской армии с зачислением по полевой легкой артиллерии (с 09.06.1917).
- По ликвидации миссии уехал в Москву, где добровольно поступил в Бутырский военный комиссариат инструктором спорта (с 11.03.1919).
- Инструктор 1-го разряда воздухоплавательного отряда Академии Военно-Воздушных сил РККА (с 15.03.1925).
- Репрессирован в 1938 году. Данных о приговоре нет.
- Похоронен на новой территории Донского кладбища вместе с женой, детьми и бабушкой.

## Награды
- Орден Святого Станислава 3-й степени с мечами и бантом (05.11.1904; ВП 11.08.1905)[6];
- Орден Святой Анны 3-й степени с мечами и бантом (26.12.1904; ВП 12.02.1906)[7];
- Орден Святого Станислава 2-й степени (06.12.1908; ВП 15.02.1909)[8];
- Орден Святой Анны 2-й степени (06.12.1912; ВП 05.02.1913)[9];
- Мечи к Ордену Святой Анны 2-й степени (01.1915);
- Орден Святого Владимира 4-й степени с мечами и бантом (ВП 01.1915)[10];
- Георгиевское оружие (24.11.1914; ВП 09.03.1915);
- Мечи к Ордену Святого Станислава 2-й степени (11.09.1915);
- Высочайшее благоволение (ВП 19.03.1916)[11];
- Орден Святого Владимира 3-й степени с мечами (ВП 23.05.1916)[12].